# Camila Mendes
Camila Carraro Mendes (Charlottesville; 29 de junio de 1994) es una actriz y modelo estadounidense. Es conocida por haber participado en la serie de The CW, Riverdale, en la que interpretó a Veronica Lodge, por la que ganó el premio Teen Choice Award por Mejor ladrón de escenas en 2017. Ha aparecido como Morgan Cruise en la comedia romántica The New Romantic (2018), el original de Netflix, La cita perfecta (2019) y la comedia de ciencia ficción aclamada por la crítica Palm Springs (2020). 

## Biografía
Camila Mendes nació el 29 de junio de 1994 en la ciudad de Charlottesville, en el estado de Virginia (Estados Unidos), hija de padres brasileños, Gisele y Victor Mendes. Su madre es de Porto Alegre, Rio Grande do Sul, mientras que su padre es de Brasilia, Distrito Federal. Tiene una hermana mayor. Mendes se mudó 16 veces mientras crecía, pero pasó la mayor parte de su infancia en Florida, donde asistió a American Heritage School, en Plantation. A la edad de 10 años, vivió en Brasil por un año. Cuando ella estaba en la escuela primaria actuó en varias obras de teatro, luego su madre la cambió de escuela dónde tuviera un mejor programa de teatro.
En mayo de 2016, se graduó de la Tisch School of the Arts de Nueva York. Mientras estuvo allí, también se hizo amiga de la cantante Maggie Rogers y en 2018 apareció en el videoclip de su tema «Give a Little». Más tarde dijo que fue «tachada y agredida sexualmente» durante su tiempo en la Universidad de Nueva York, lo que la inspiró a hacerse un tatuaje sobre su costilla que dice «construir un hogar».

## Carrera
Su primer trabajo como actriz fue en un comercial para IKEA.
En 2016, Mendes fue elegida para interpretar a Veronica Lodge en Riverdale, una «toma subversiva» del cómic de Archie. Mendes fue representada por Carson Kolker Organization, después se cambió a CAA.
Mendes apareció en la portada de la revista Women's Health en diciembre de 2017 y Cosmopolitan en febrero de 2018. Hizo su debut cinematográfico en The New Romantic, que se estrenó en el SXSW Festival en marzo de 2018. En ese mismo mes, Mendes se unió al elenco de La cita perfecta junto a Laura Marano, Noah Centineo y Matt Walsh. La película fue lanzada en Netflix el 12 de abril de 2019. En 2020, coprotagonizó la comedia romántica aclamada por la crítica Palm Springs, que se estrenó en el Festival de Cine de Sundance y fue lanzado en julio en Hulu.

## Vida personal
Mendes ha dicho que ha sufrido discriminación en Hollywood y que cuando audicionó para personajes de origen latinoamericano, le dijeron: «No pareces lo suficientemente latina». Mendes es una estadounidense de ascendencia brasileña y se identifica como latinoamericana. Habla portugués con fluidez.

«Realmente aprecio cómo estas dos culturas crearon quien soy. Soy brasileña de sangre, con toda una familia extendida de brasileños, pero nací y crecí en los Estados Unidos. Cuando voy a Brasil, me siento como una estadounidense, y en los Estados Unidos, siempre me doy cuenta de los rasgos que me hacen brasileña».
Camila Mendes en una entrevista con la revista People.

## Filmografía
| Año  | Título                  | Papel          | Notas        |
| ---- | ----------------------- | -------------- | ------------ |
| 2018 | The New Romantic        | Morgan         |              |
| 2019 | The Perfect Date        | Shelby Pace    |              |
| 2019 | Coyote Lake             | Ester          |              |
| 2020 | Palm Springs            | Tala           |              |
| 2020 | Dangerous Lies          | Katie Franklin |              |
| 2022 | Do Revenge              | Drea Torres    | Protagonista |
| 2024 | Musica                  | Isabella       | Protagonista |
| 2024 | Upgraded                | Ana Santos     | Protagonista |
| 2026 | Masters of the Universe | Teela          |              |

| Año       | Título               | Papel                     | Notas                                     |
| --------- | -------------------- | ------------------------- | ----------------------------------------- |
| 2017–2023 | Riverdale            | Verónica Lodge            | Elenco principal                          |
| 2020      | Day by Day           | Grace                     | Voz, episodio Fallin' Rain                |
| 2020      | The Simpsons         | Tessa Rose                | Voz, episodio The Hateful Eight-Year-Olds |
| 2020      | Celebrity Substitute | Ella misma                |                                           |
| 2021-2022 | Fairfax              | Melody / Cerise / Extra 1 | Voz, 8 episodios                          |

| Año  | Título          | Artista                           | Papel     |
| ---- | --------------- | --------------------------------- | --------- |
| 2018 | «Give a Little» | Maggie Rogers                     | Bailarina |
| 2018 | «Side Effects»  | The Chainsmokers con Emily Warren | Riley     |

## Premios y nominaciones
| Año  | Premiación             | Trabajo nominado | Categoría                                   | Resultado | Ref.   |
| ---- | ---------------------- | ---------------- | ------------------------------------------- | --------- | ------ |
| 2017 | Teen Choice Awards     | Riverdale        | Mejor roba-escenas                          | Ganadora  | [ 20 ] |
| 2018 | MTV Movie & TV Awards  | Riverdale        | Mejor beso (compartido con KJ Apa)          | Nominada  | [ 21 ] |
| 2018 | People's Choice Awards | Riverdale        | Estrella de televisión femenina             | Nominada  | [ 22 ] |
| 2018 | Teen Choice Awards     | Riverdale        | Mejor actriz de televisión de drama         | Nominada  | [ 23 ] |
| 2018 | Teen Choice Awards     | Riverdale        | Mejor relación (compartido con KJ Apa)      | Nominada  | [ 23 ] |
| 2019 | People's Choice Awards | Riverdale        | La estrella femenina de televisión del 2019 | Nominada  | [ 24 ] |
| 2019 | Teen Choice Awards     | Riverdale        | Mejor actriz de televisión de drama         | Nominada  | [ 25 ] |
| 2020 | People's Choice Awards | Dangerous Lies   | La estrella femenina de cine del 2020       | Nominada  | [ 26 ] |
| 2021 | Kids' Choice Awards    | Riverdale        | Actriz de televisión favorita               | Nominada  | [ 27 ] |